# Swartz
Swartz även stavat Svartz är ett svenskt efternamn som burits av:
- Aaron Swartz (1986–2013), amerikansk programmerare och nätaktivist
- Carl Swartz (1858–1926), fabrikör, ämbetsman och politiker inom högern
- Carl Swartz (diplomat) (1920–2008)
- Clementine Swartz (1835–1923), skådespelare
- Daniel Johansson Swartz (aktiv vid slutet av 1600-talet), elfenbenssnidare
- Edvard Swartz (1826–1897), skådespelare
- Erik Swartz (1817–1881), fabriksidkare och politiker,
- Erik C:son Swartz (1887–1963), genealog och löjtnant
- Eva Swartz (1956–2024), VD, utredare verksam inom kultur- och media
- Gunvor Svartz-Malmberg (1929–2020), läkare, byrådirektör och skribent
- Helga Maria Swartz (1890–1964), författare, känd som Moa Martinson
- Johan David Schwartz (eller Schwartz) (1678–1729)], konstnär,  porträttmålare
- Johan Gustaf Swartz (1819–1885), affärsman, lantbrukare och kommunalpolitiker
- John Swartz – flera personer 
  - John Swartz den äldre (1759–1812), fabrikör och ämbetsman
  - John Swartz den yngre (1790–1853), fabrikör, den föregåendes brorson
- Kersti Swartz (1921–2012), kyrkvaktmästare och politiker (folkpartist)
- Nanna Svartz (1890–1986), läkare, Sveriges första kvinnliga professor
- Olof Swartz (1760–1818), naturforskare, företrädesvis botanist
- Oscar Swartz (född 1959), IT-entreprenör, samhällsdebattör och skribent
- Pehr Swartz (1860–1939), kvarnägare och lokalpolitiker i Norrköping
- Petter Swartz (1726–1789), snusfabrikör
- Richard Swartz (född 1945), journalist, författare och kolumnist